# Brigada 26 Infanterie (1916-1918)
Brigada 26 Infanterie a fost o mare unitate de nivel tactic, care s-a constituit la 14/27 august 1916 prin mobilizarea unor unități și subunități de rezervă, din compunerea Comandamentului III Teritorial: Regimentul 48 Infanterie - (Buzău) și Regimentul 49 Infanterie - (Râmnicu Sărat). Brigada a făcut parte din organica  Diviziei 13 Infanterie.:p. 81
La intrarea în război, Brigada 26 Infanterie a fost comandată de colonelul (rz.) Pavel Belinschi. Brigada 26 Infanterie a participat la acțiunile militare pe frontul românesc, pe toată perioada războiului, între 14/27 august 1916 - 28 octombrie/11 noiembrie 1918.

## Participarea la operații

### Campania anului 1916
În campania anului 1916 Brigada 26 Infanterie a participat la acțiunile militare în dispozitivul de luptă al Diviziei 13 Infanterie participând la  Ofensiva în Transilvania, Operația de apărare a trecătorilor,  Bătălia de la Sibiu și  Bătălia de pe Valea Oltului. 

### Campania anului 1917
În campania anului 1917 Brigada 26 Infanterie a participat la acțiunile militare în dispozitivul de luptă al Diviziei 13 Infanterie , participând la Bătălia de la Mărășești . În această campanie, brigada a fost comandată de colonelul Marin Nedeianu.

## Ordinea de bătaie

### La mobilizarea din 1916
La declararea mobilizării, la 27 august 1916, Brigada 26 Infanterie a făcut parte din compunerea de luptă a Diviziei 13 Infanterie, alături de Brigada 25 Infanterie și Regimentul 23 Artilerie. Ordinea de bătaie a brigăzii era următoarea:
- Brigada 26 Infanterie

- Regimentul 48 Infanterie
- Regimentul 49 Infanterie

### Reorganizări pe perioada războiului
În prima jumătate a anului 1917, Brigada 26 Infanterie s-a reorganizat în spatele frontului. Brigada a fost inclusă în compunerea de luptă a Diviziei 13 Infanterie, alături de Brigada 25Infanterie și Brigada 13 Artilerie. Ordinea de bătaie a brigăzii era următoarea::p. 192
- Brigada 26 Infanterie

- Regimentul 47/72 Infanterie
- Regimentul 48/49 Infanterie

## Comandanți
- Colonel Pavel Belinschi
- Colonel Marin Nedeianu